# Gheorghe Păvălașcu
Gheorghe Păvălașcu (n. 12 august 1951, Rădești, Bălăbănești) este un fost senator român în legislatura 1996-2000 ales în județul Vaslui pe listele PNȚCD iar din februarie 2000 a devenit senator   independent. În cadrul activității sale parlamentare, Gheorghe Păvălașcu a fost membru în grupuriel parlamentare de prietenie cu Republica Argentina, Regatul Hașemit al Iordaniei, Regatul Spaniei și Republica Populară Chineză. Gheorghe Păvălașcu a fost membru în comisia pentru apărare, ordine publică și siguranță națională (din oct. 1999) și în comisia pentru sănătate publică. 